# Felice Matteucci

Sfioratori a stramazzo per moderare le piene (1875)

Felice Matteucci, född i Lucca, Toscana, Italien levde mellan 12 februari 1808-13 september 1887 och var hydraulikingenjör och tillsammans med Eugenio Barsanti upphovsman till den första motorn med intern förbränning. 
Han studerade hydraulik och mekanik i Paris och Florens. 1851 träffade han Barsanti som presenterade sina idéer om förbränning av gasblandningar. Matteucci fann idéerna intressanta och de startade ett livslångt kompanjonskap där de utvecklade den första moderna motorn som de patenterade i London 1854. Motorn utvecklades under åren och de hade tillverkning i Belgien. 
Motorn var av fallkolvtyp med en tung vertikal kolv som av explosionen slungades uppåt och därefter genom självfallet i läge genom en kuggstång och ett spärrhjul drev motoraxeln. Därigenom blev verkningsgraden låg och de kommersiella framgångarna uteblev. Den första experimentmotorn som var vattenkyld utarbetades 1857 och drevs av gasolja i stället för lysgas.
Barsanti dog 1864 och Matteucci lyckades inte föra företaget framåt ensam utan återgick till arbetet med hydraulik. 1877 försökte han stoppa Nikolaus Ottos patantansökan för dennes motor. Protesterna ledde inte till resultat förrän 1886 när man upptäckte att principerna för motorn redan beskrivits av en fransman, Alphonse Beau de Rochas, som bara teoretiserat kring idéerna. 
Matteucci led svårt av patentproblematiken och dog slutligen i Capannori nära sin födelsestad i Toscana. 